# Garat
Garat é uma comuna francesa na região administrativa da Nova Aquitânia, no departamento de Charente. Estende-se por uma área de 19,44 km². Em 2010 a comuna tinha 2 129 habitantes (densidade: 109,5 hab./km²).